# Радзивилл, Богуслав Фредерик
Князь Богусла́в Фри́дрих (Фриде́рик) Вильге́льм Ма́рий Фердина́нд А́вгуст Радзиви́лл (3 января 1809, Кёнигсберг — 2 января 1873, Берлин) — польский аристократ и прусский генерал. 11-й ординат Олыцкий и 2-й ординат Пшигодзицкий (1832—1873).
Представитель знатного и богатого литовского княжеского рода Радзивиллов герба «Трубы». Третий сын князя-наместника Великого княжества Познанского Антония Генриха Радзивилла (1775—1832) и прусской принцессы Фредерики Дороты Луизы фон Гогенцоллерн (1770—1836).
В 1832 году после смерти своего отца Богуслав Фредерик Радзивилл унаследовал Олыцкую и Пшигодзицкую ординации.
В 1848 году выступал против включения Великого княжества Познанского в состав Прусского королевства. В 1854 году вошел в состав палаты господ, верхней палаты парламента Пруссии. Симпатизировал католической центристской партии.
Богуслав Фредерик Радзивилл поступил на службу в прусскую армию. В 1828 году имел чин младшего лейтенанта, а в 1836 году в чине капитана вышел в отставку. Служил в 1-м гвардейском пехотном полку. В 1840 году получил чин майора, а в 1870 году стал генерал-лейтенантом.
После увольнения с военной службы занимался благотворительностью.
Патрон приходского костела в Оструве-Велькопольском. Он принимал участие в основании островской королевской гимназии.

## Семья и дети
17 октября 1832 года женился на чешской княгине Леонтине Габриеле Клари-Альдринген (1811—1890), дочери Карла Иосифа (1777—1831), 3-го князя Клари-Альдринген (1826—1831), и Марии Алозии Хотек (1777—1864). Дети:
- Фердинанд Фредерик Вильгельм Александр (19 октября 1834, Берлин — 28 февраля 1926, Рим), 12-й ординат Олыцкий и 3-й ординат Пшигодзицкий, женат с 1864 года на княжне Пелагее Сапеге (1844—1929)
- Фредерик Вильгельм Кароль Владислав (12 марта 1836, Берлин — 1922)
- Фредерика Вильгемина Паулина Матильда (1837—1843)
- Фредерик Вильгельм Ян Эдмунд Кароль (30 июня 1839, Теплице — 3 октября 1907, Берлин), женат с 1878 года на княжне Терезе Любомирской (1857—1883), сын Владислав (1881-1963)
- Паулина Людвика Вильгемина Ядвига (29 июня 1841, Берлин — 25 февраля 1894, Нанси)
- Эдмунд Мария (6 сентября 1842, Теплице — 9 августа 1895, Бойрон), священник
- Адам Ежи Ян Богуслав (4 января 1844, Берлин — 14 мая 1907, Берлин)
- Фелиция Мария Елизавета Ефимия (25 февраля 1849, Теплице — 7 декабря 1930, Теплице), жена с 1873 года князя Ричарда фон Клари унд Альдринген (1844—1920), 2 детей
- Матильда Кунегунда Мария Анна Елизавета (29 ноября 1850, Берлин — 18 августа 1931, Краков)